# Holdenville (Oklahoma)
Holdenville település az Amerikai Egyesült Államok Oklahoma államában, Hughes megyében, melynek megyeszékhelye is. Lakosainak száma 5934 fő (2020. április 1.).

## Népesség
A település népességének változása:

| 2010 | 5 771 |
| 2020 | 5 934 |